# لويس أوبيندا
لويس أوبيندا (مواليد 16 فبراير 2000) هو لاعب كرة قدم بلجيكي يلعب كمهاجم في نادي آر بي لايبزيغ في الدوري الألماني.

## روابط خارجية
- لويس أوبيندا على موقع الاتحاد الأوربي (الإنجليزية)
- لويس أوبيندا على موقع الاتحاد البلجيكي (الإنجليزية)
- لويس أوبيندا على موقع إي إس بي إن إف سي (الإنجليزية)
- لويس أوبيندا على موقع قاعدة بيانات كرة القدم.إي يو (الإنجليزية)
- لويس أوبيندا على موقع ليكيب (الفرنسية)
- لويس أوبيندا على موقع ناشيونال فوتبول تيمز (الإنجليزية)
- لويس أوبيندا على موقع Soccerbase.com (لاعب) (الإنجليزية)
- لويس أوبيندا على موقع Soccerway.com (الإنجليزية)
- لويس أوبيندا على موقع عالم كرة القدم.نت (الإنجليزية)
- لويس أوبيندا على موقع AS.com (الإسبانية)